# Позниково
Позниково (словен. Poznikovo) — поселення в общині Велике Лаще, Осреднєсловенський регіон, Словенія. 
Висота над рівнем моря: 582,2 м.